# Gnathoenia albomaculata
Gnathoenia albomaculata là một loài bọ cánh cứng trong họ Cerambycidae.